# 新美学
新美学（英語：New Aesthetic）这个术语是由詹姆斯·布萊多最先提出来的，它是指数字技术和互联网的视觉语言在现实世界中的日益增多，以及虚拟与實體的融合。这种现象已经存在了很长一段时间，但詹姆斯·布萊多通过一系列的谈话和观察来阐明这个概念。这个术语在2012年的西南偏南（SXSW）系列会议中引起广泛关注。

## 历史
一項新的運動從一系列已存在於實體世界的數位對像集合中發展出來，圍繞著一個名為“新美學”的部落格傳播，該部落格定義了運動的廣泛輪廓，但沒有宣言。“新美學”概念於2012年3月12日在西南偏南（SXSW）會議上由詹姆斯·布萊多組織的小組討論中引入，其成員包括亞倫·科普、本·特雷特，喬安妮·麥克尼爾和羅素·戴維斯。
布鲁斯·斯特林在连线杂志发表的一篇文章将新美学这个概念带進了公众视线。斯特林的文章描述了这个概念的主要构想，同时也提出一些对于未来发展的批判性意见。 随后得到了网络上很广泛的响应并且同时产生了很重要的现实意义。
布鲁斯·斯特林是这样描述新美学的：
“新美学”是现代网络文化的本土产物。它来自伦敦，但它是在互联网上诞生的数字。新美学是一个“理论对象”和“可共享的概念”。
新美学是“集体智慧”，它是弥散的、众源的，由许多小块松散地加入。它是地下茎块状的复杂结构，就像「地下茎块」（Rhizome）組織的人所講的。它是开源的，也是业余的胜利者。这就像它的标志，一群明亮的气球绑在一些巨大、黑暗和致命的重物上。
伯克曼互联网与社会中心Metalab项目的贡献者馬修·巴特爾斯给出了一个定义，该定义提到了所谓的范例：
新美学是围绕几种审美活动（包括但不限于无人机摄影、无所不在的监视、故障图像、街景摄影、8位网络怀旧）围绕一个圈子进行的合作尝试。新美学的核心是我们正在学习“在机器上挥手”的感觉 ——也许在他们的狡猾、拙劣的算法方式中，他们开始认真地回击。
对“新美学”概念的更实质性的贡献之一是通过发展和联系的方式，使数字与日常生活相互渗透。在这里，無論是基础设施還是生态系，计算不可表示的概念对于理解像素化图形和复古8位元形式的共同新美学趋势都是重要的。这与认知论（或本体论）的概念有关，其與计算和視與行的计算方法之間的關係一致，即所謂的「计算性」。
邁可·貝坦柯特已经讨论了与数字自动化相关的新美学。“新美学”为卡尔·马克思在“机器上的碎片”中对机器的讨论提供了参考。
“新美学”文件是从早期的机器劳动視為人类行為的放大和扩展（作为人类劳动的扩大）的考量，转变為被所用机器不增加而是取代的模型所代替，在這過程中显然消除了人為中介，那是历史介於人类设计师/工程师的工作和按照他们的计划制造之间的劳动。
根据貝坦柯特的说法，“新美学”證明了生产的转变与马克思所描述的不同。在马克思所描述的机器是依赖于人為控制，而新美学认为那些机器可以取代人為因素，用数字自动化代替它，從而有效地減少了生产过程中的劳动。
一个与“新美学”相似的运动就是“海龐克”。

## 延伸阅读
- Berry, David M. 《计算性和新美学》, Imperica (2012)  （页面存档备份，存于）
- Bridle, James. 《新美学-向机器招手》 (2011) Waving at the Machines （页面存档备份，存于）
- Sterling, Bruce. 《论新美学》, Beyond The Beyond, Wired (2012)  （页面存档备份，存于）
- Bridle, James. 《新美学和它的政治性》 (2013)  （页面存档备份，存于）